# Auguste Dubail
Auguste Yvon Edmond Dubail, francoski general, * 15. april 1851, † 7. januar 1934.